# Kurduvadi
Kurduvadi es una ciudad y  municipio situada en el distrito de Solapur en el estado de Maharashtra (India). Su población es de 22463 habitantes (2011). Se encuentra a 78 km de Solapur.

## Demografía
Según el censo de 2011 la población de Kurduvadi era de 22463 habitantes, de los cuales 11483 eran hombres y 10980 eran mujeres. Kurduvadi tiene una tasa media de alfabetización del 87,67%, superior a la media estatal del 82,34%: la alfabetización masculina es del 93,48%, y la alfabetización femenina del 81,69%.